# Snodland
Snodland – miasto w Wielkiej Brytanii, w Anglii, w hrabstwie Kent. W 2001 r. miasto to zamieszkiwało 12 000 osób.